# Mariensäule Kirchberg am Wechsel

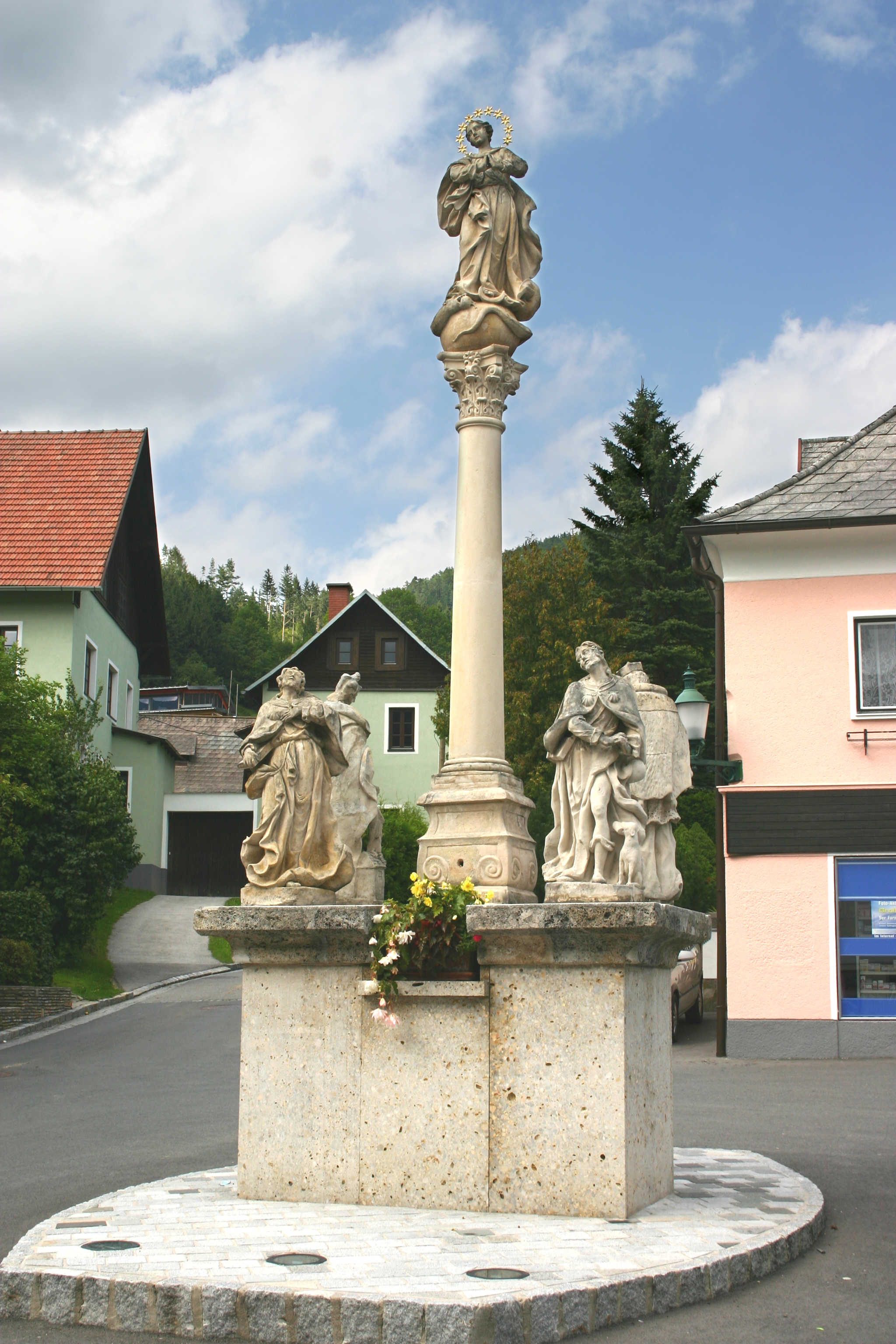
Mariensäule in Kirchberg am Wechsel

Die Mariensäule steht im kleinen Marktplatz in der Marktgemeinde Kirchberg am Wechsel im Bezirk Neunkirchen in Niederösterreich. Die Mariensäule steht unter Denkmalschutz (Listeneintrag).
Der Figurenbildstock wurde 1714 errichtet und 1958 an den Rand des Platzes versetzt.
Die Säule trägt die Statue Maria Immaculata. Beidseits stehen auf flankierenden Sockeln Statuen, südlich zur Durchzugsstraße die Heiligen Jakobus der Ältere und Rochus von Montpellier, nordseitig die Heiligen Florian von Lorch und Johannes Nepomuk.